# PhishTank
PhishTank – amerykański projekt internetowy zajmujący się gromadzeniem danych na temat ataków typu phishing. Stanowi część OpenDNS.
Platforma została uruchomiona w 2006 roku.
Dane pochodzące z serwisu PhishTank były bądź są wykorzystywane przez takie produkty i przedsiębiorstwa, jak: Opera, WOT (Web of Trust), Avira, Kaspersky.